# Melksham Without
Melksham Without è una parrocchia civile della contea del Wiltshire che si trova nel Sud Ovest dell'Inghilterra, Regno Unito. 

## Geografia

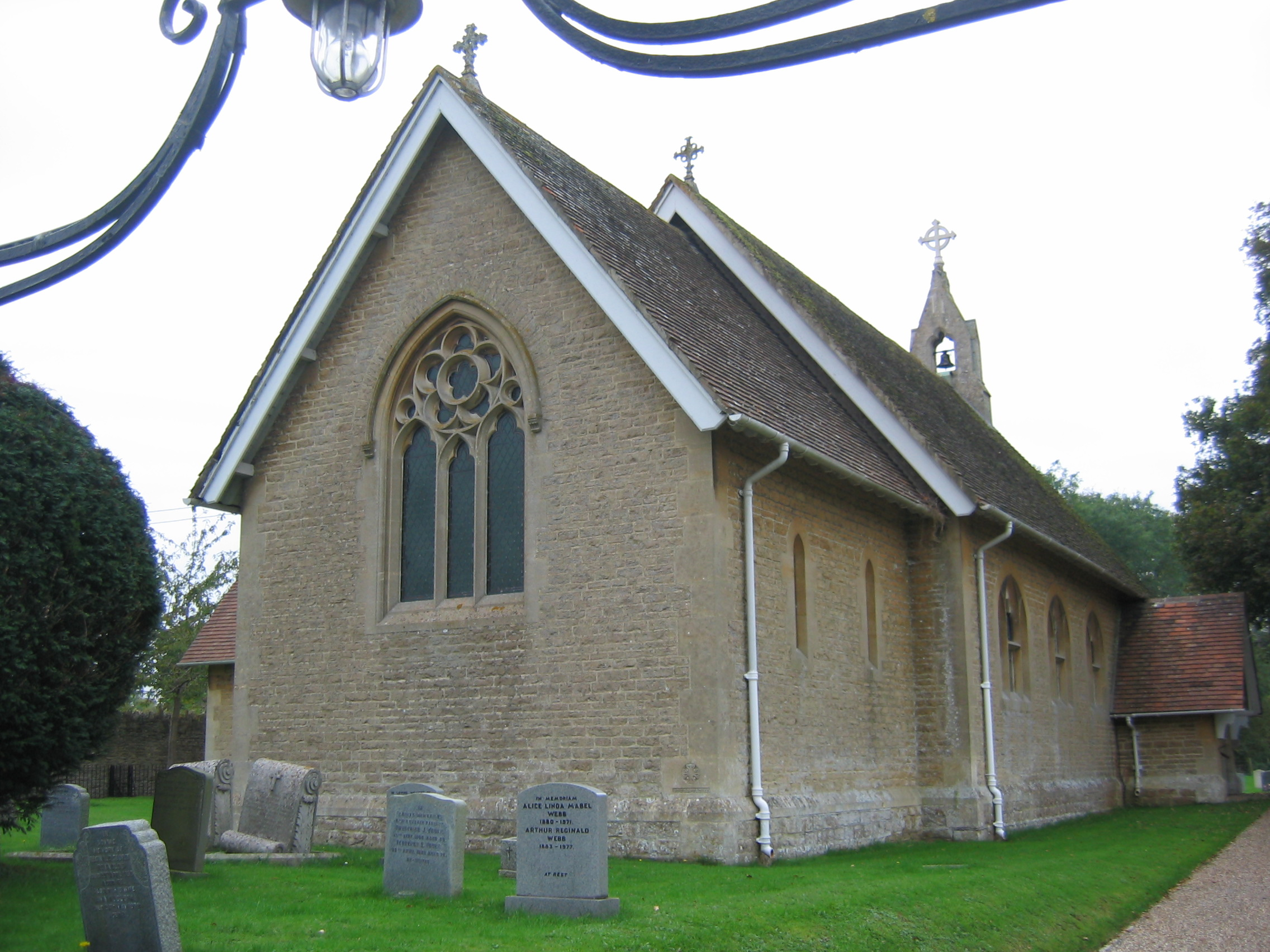
Chiesa di San Barnaba a Beanacre

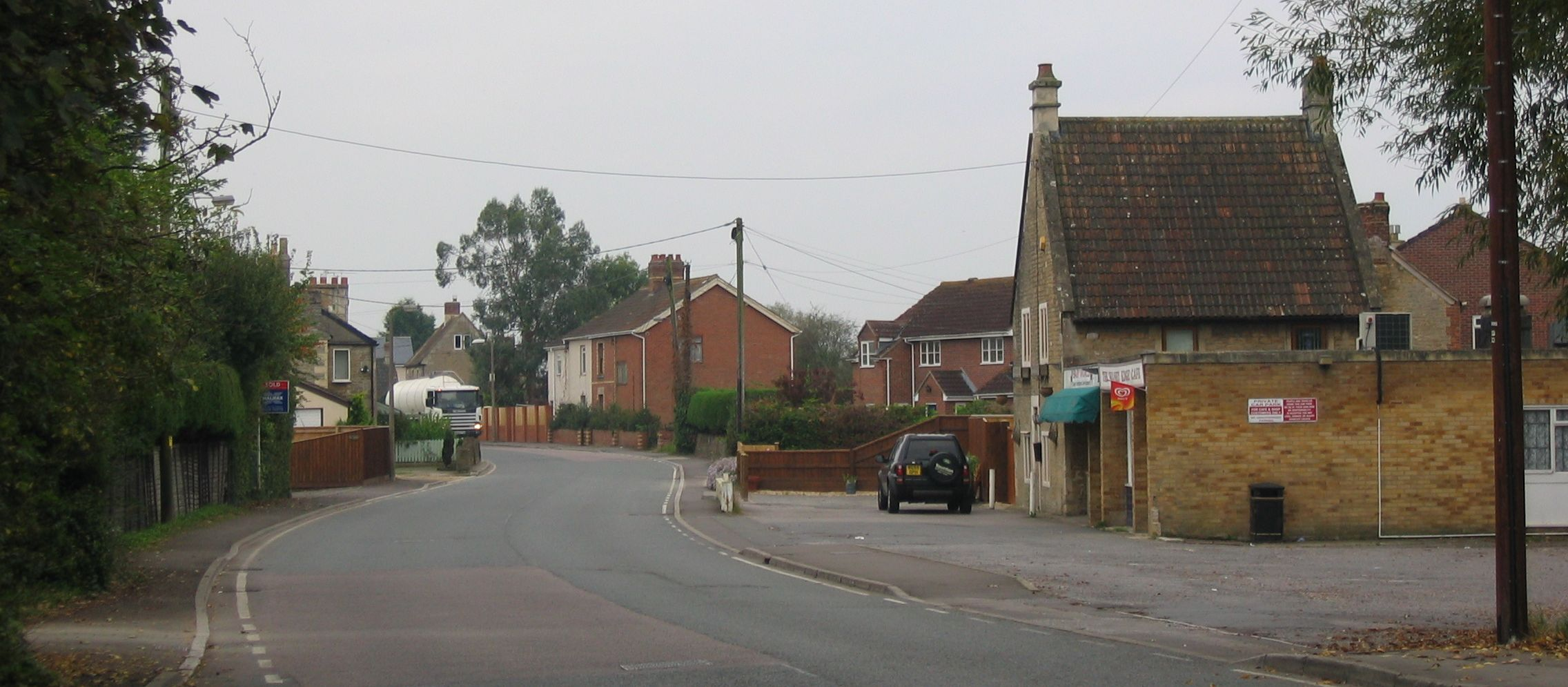
Villaggio di Berryfield

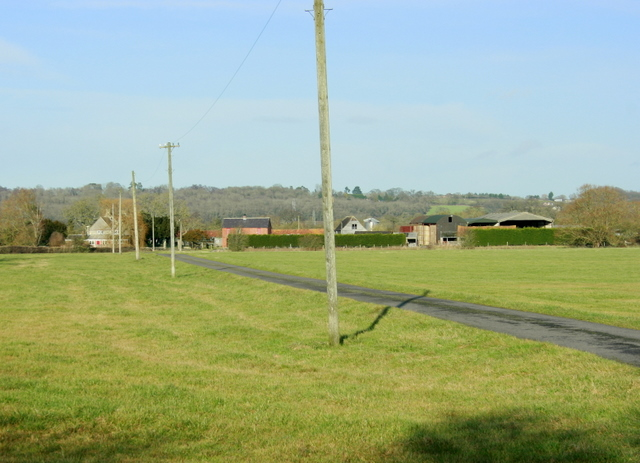
Craysmarsh Farm a Redstocks

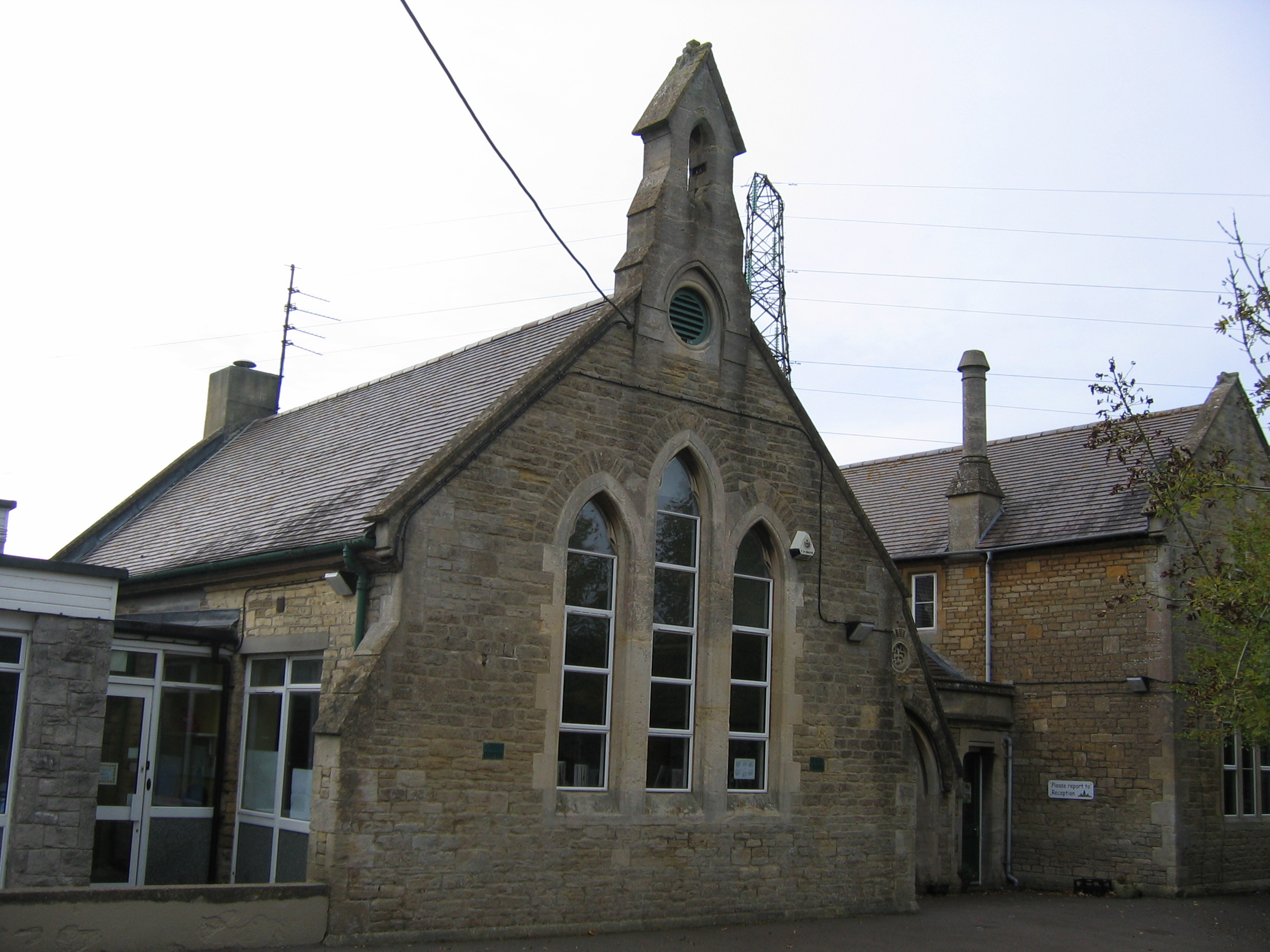
Ex scuola della Chiesa d'Inghilterra a Sandridge, Wiltshire

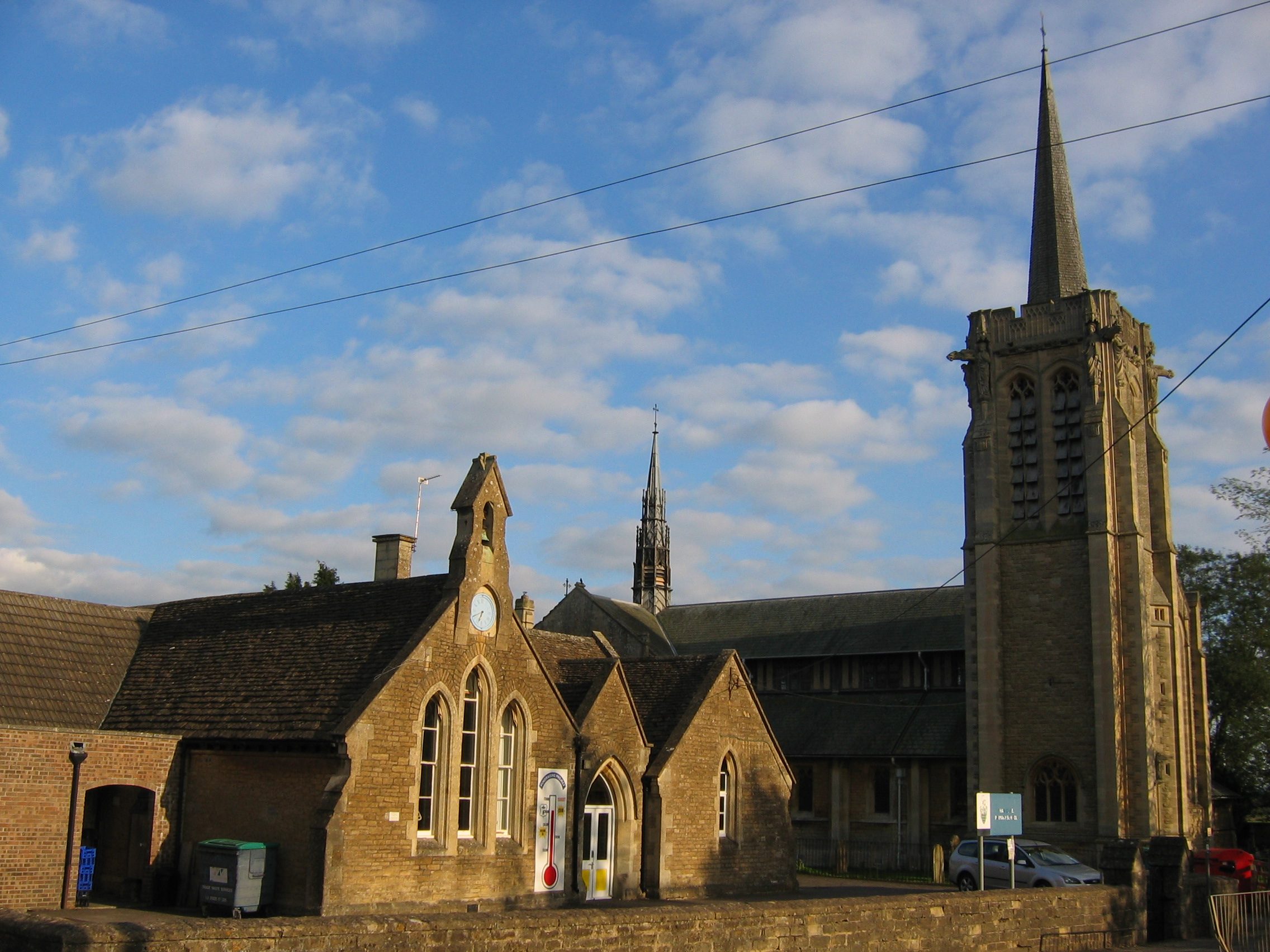
Christ church a Shaw

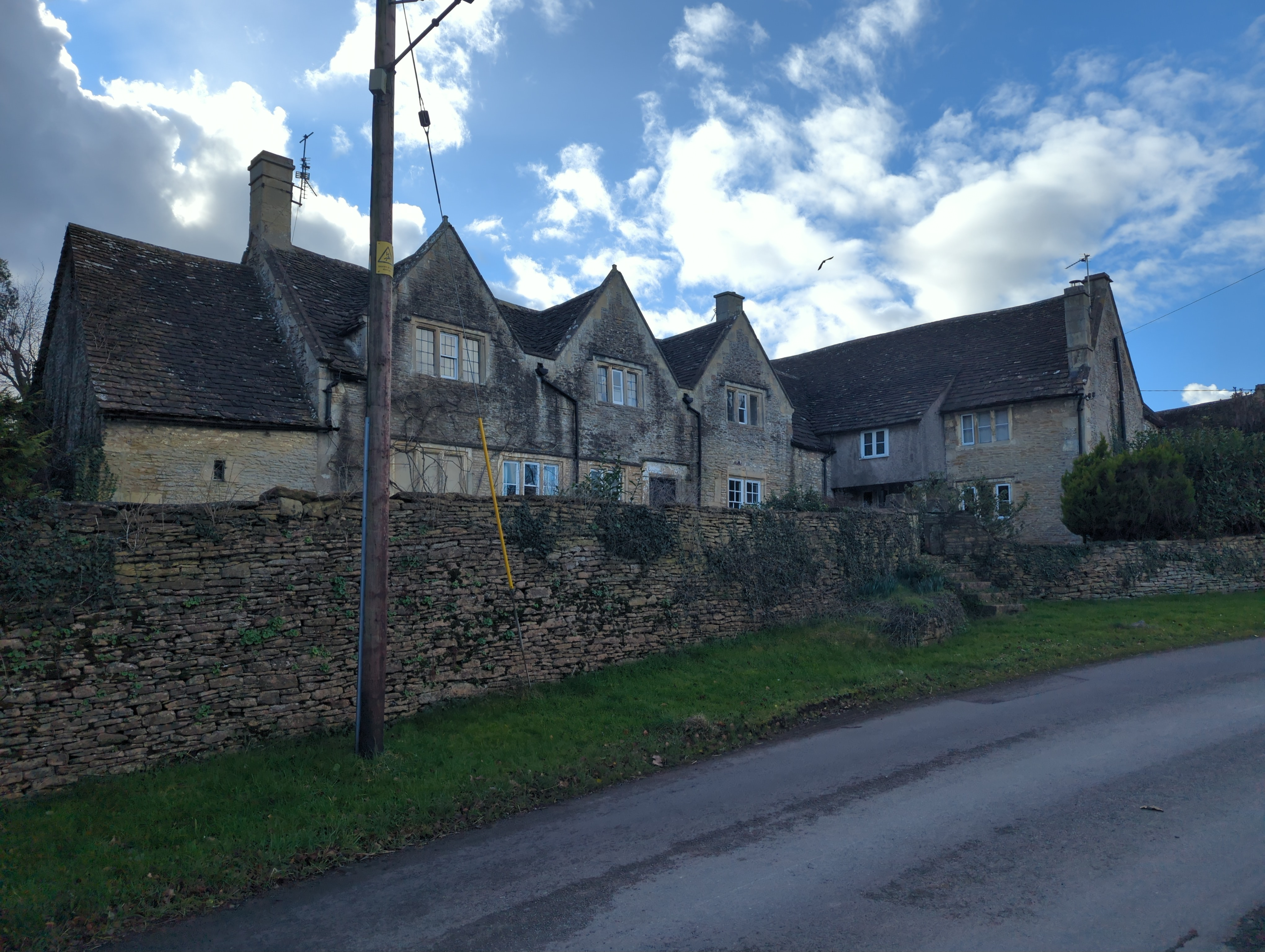
Whitley Farmhouse

Il territorio della parrocchia civile di Melksham Without occupa una superficie di 22.46 km². Il confine settentrionale è costituito dalla strada romana da Silchester a Bath. A valle di Melksham il Bristol Avon forma il confine sud-occidentale e parti del confine meridionale sono il Semington Brook e il canale Kennet e Avon. L'antica parrocchia di Melksham è stata suddivisa in Melksham Within, il territorio cittadino, e Melksham Without, la sua parte rurale. Melksham Without circonda la città di Melksham su tre lati, quello settentrionale, quello orientale e quello meridionale, e contiene tre villaggi a nord, Beanacre, Shaw e Whitley, che erano antichi centri abitati. A est c'era l'area occupata dalla foresta reale fino al XVII secolo, popolata da fattorie sparse. A sud ci sono due aree che erano dedicate all'agricoltura ma che sono state destinate a scopi militari nel XX secolo. La Royal Air Force Melksham aveva sede a Bowerhill dal 1940 e quest'area è divenuta zona industriale e residenziale. L'intera parrocchia si trova nell'ampia valle del fiume Avon, con la parte più alta a nord a Shaw Hill e a nord di Whitley. L'angolo sud-occidentale contiene terreni paludosi soggetti a inondazioni e con pochi insediamenti. L'intera parrocchia è principalmente su argilla di Oxford che sosteneva le tradizionali piccole fattorie miste e di allevamento del Wiltshire occidentale con predominanza di maiali e latticini. Il fiume Avon scorre attraverso la parte settentrionale della parrocchia, a est di Beanacre, e un ruscello da Sandridge si unisce al fiume. Un altro ruscello, il South Brook, scorre da Shaw Hill nell'Avon a ovest di Melksham. Il Semington Brook forma parte del confine meridionale della parrocchia.

## Storia
La parrocchia di Melksham Without è stata creata ai sensi del Local Government Act del 1894, che ha diviso l'antica parrocchia di Melksham in Melksham Within e Melksham Without, rurale. Parti di Melksham Without, adiacenti alla città, sono state successivamente trasferite a Melksham Within nel 1895, 1914 e 1934. L'antica parrocchia di Melksham comprendeva le aree ora coperte dal distretto urbano, la parrocchia rurale di Melksham Without e la parrocchia di Seend. La cappella di Seend fu resa una parrocchia ecclesiastica separata dall'Ordinanza del Consiglio nel 1873. Dal punto di vista dell'amministrazione vennero confermate le condizioni esistenti: Seend aveva sagrestani separati almeno dal 1663 e imponeva la propria tassa di povertà almeno dal 1734. La parrocchia è all'interno del distretto rurale di Devizes. Ai sensi del Local Government Act del 1894, furono creati la parrocchia e il distretto urbano di Melksham Within e la parrocchia rurale di Melksham Without. Parti di Melksham Without furono trasferite al distretto urbano dagli Ordini del Consiglio di contea del 1895 e del 1914 e con il Wiltshire County Review Order del 1934, il distretto urbano fu esteso per includere un acro da Broughton Gifford e 432 acri da Melksham Without. La parrocchia rurale circonda il distretto urbano sui lati nord, est e sud. Sul fiume Avon, a sud-ovest della città, ci sono 27 acri comuni a Melksham Without e Broughton Gifford.
Shaw si trova sulla strada Bath da cui una strada secondaria che porta a Corsham passa attraverso Whitley. Berryfield, a sud, e Beanacre, a nord, sono sulla strada A350 da Westbury a Chippenham, mentre la strada da Melksham a Devizes passa attraverso il sud-est della parrocchia oltre Bowerhill, Woolmore e Redstocks. La strada da Melksham a Calne passa attraverso Blackmore e Sandridge, mentre una strada secondaria da questa conduce attraverso Woodrow a Lacock. Il canale Kennet e Avon passa attraverso la punta meridionale della parrocchia. Da qui il canale Wilts and Berks è stato tagliato attraverso le aree di Forest e Woodrow. Ciò ha consentito l'esportazione di prodotti agricoli dall'inizio del XIX secolo e l'importazione di materiali da costruzione. La parte orientale della parrocchia, delimitata dall'Avon a ovest e dal Semington Brook a sud, faceva parte della foresta reale di Melksham, i cui confini furono stabiliti per la prima volta nel 1228. I confini della foresta cambiarono nel corso dei secoli. Ad esempio, Rotteridge Wood era nella foresta nel 1228, ma appena fuori nel 1300. La foresta forniva un gran numero di daini per la corte, e venivano forniti anche legname e legna da ardere. Tra Bowerhill e Seend c'era un ovile recintato per il bestiame del re, ma gli altri proprietari dovevano pagare per far pascolare i loro animali nella foresta, sebbene i poveri avessero diritti comuni. Dal 1618 l'area fu disboscata e la terra affittata, spesso a persone che la occupavano già illegalmente. Delle aree all'interno della foresta, Woodrow viene menzionata per la prima volta nel 1252 come di proprietà di Elias de Rabayn, in seguito custode del castello di Devizes e delle foreste di Chippenham e Melksham. In seguito divenne un maniero di proprietà della Corona e di una serie di altri proprietari e viene menzionato per l'ultima volta nel 1683. Il maniero di Woolmore probabilmente ha origine in una tenuta dell'abbazia di Amesbury nel 1286, sebbene non venga menzionato come maniero fino al 1502. Passò a Henry Brounckner dopo lo scioglimento nel 1541 e in seguito passò agli Hulbert e agli Awdrey. Woolmore House a Bowerhill sulla Melksham to Devizes Road fu costruita da George Hulbert nel 1631. Si ritiene che sia stata costruita su un progetto di Inigo Jones. Nel XX secolo era diventata una fattoria e nel 2003 è un'azienda agricola biologica. Il Sandridge Park fu costruito da Henry Lopes nel 1862, in sostituzione della casa di Lord Audley, ma non sembra che in questa zona vi fossero importanti possedimenti terrieri iniziali. L'insediamento in questa ex area forestale comprende fattorie create dopo o, in alcuni casi, prima che l'area fosse disboscata all'inizio del XVII secolo. Rhotteridge Farm sembra essere esistita all'inizio del XIII secolo e per gran parte del tempo si trovava appena fuori dalla foresta. Altre fattorie sono Queenfield, della fine del XVII secolo, Tanhouse, dell'inizio del XVII secolo, Blackmore, fattoria di fine XVIII secolo, Woodrow, fattoria di inizio XVIII secolo e Forest, fattoria di inizio XVIII secolo. Questo è un tipico modello di insediamento di fattorie con vicine case dei lavoratori in un'area che era stata una foresta reale. Anche nel XX secolo c'erano solo limitate costruzioni di case a Woodrow e Sandridge.
Intorno al 1770 fu scoperta una sorgente sulla strada Devizes in uscita da Melksham e nel 1813 si scoprì che l'acqua aveva proprietà che si pensava potessero curare vari mali. Nel 1815 fu fondata la Melksham Spa Company e furono costruiti edifici, tra cui una sala pompe. La mezzaluna di sei case sul lato nord della strada mostra il tentativo originale di rivaleggiare con la vicina Bath. La gente vennea prendere le acque per un po', ma la vicinanza con l'elegante Bath rese vani gli sforzi a Melksham, che così teminarono.

## Villaggi
- Beanacre è probabilmente il centro abitato più antico della parrocchia e il suo nome deriva da "campo di fagioli". Il maniero di Beanacre è menzionato per la prima volta nel 1296, anche se è possibile che esista una precedente registrazione del 1275. Era di proprietà dell'abbazia di Amesbury ed era detenuto da varie famiglie tra cui Bluet, Baynard e Daniell. La casa padronale, Beanacre Old Manor, ha una sala aperta e un solarium della fine del XIV secolo, che furono ristrutturati all'inizio del XVI secolo, mentre la cappella sul retro è del 1500 circa. Il villaggio sembra essersi sviluppato attorno alla casa padronale con fattorie e cottage, anche se, a parte gli edifici dell'Old Manor, non c'è nulla di anteriore al XVII secolo. Ci sono spazi vuoti tra gli edifici esistenti che potrebbero indicare i siti di ex case o potrebbe essere un segno che c'era più terra di fronte alla strada di quanto fosse richiesto dal piccolo numero di abitanti. Di sicuro l'insediamento si è sviluppato verso nord rispetto al suo sito originale attorno all'Old Manor, la parte del villaggio ora aggirata, sebbene sia possibile che ci fosse un insediamento precedente attorno all'incrocio della Whitley Road, in seguito nota come Upper Green. C'è ancora un divario tra i due insediamenti e sembrerebbe che la parte settentrionale fosse costituita principalmente da piccoli cottage. Le abitazioni nella parte settentrionale del villaggio sono state costruite per la maggior parte negli ultimi 200 anni e sono costituite principalmente da cottage del XIX secolo e case unifamiliari del XX secolo. La linea ferroviaria per Chippenham corre da sud a nord parallelamente al villaggio a ovest, mentre il fiume Avon scorre in una direzione simile a est. Il villaggio è principalmente residenziale, circondato da terreni agricoli, ma Beechfield House, costruita per il gentiluomo contadino locale Richard Keevil nel 1870, è divenuto un hotel e un ristorante.[5][4]
- Berryfield. Territorio a vocazione agricola.
- Shaw. Il maniero di Shaw è stato menzionato per la prima volta nel XIII secolo, quando faceva parte della baronia di Castle Combe. Sembra probabile che la casa padronale originale fosse sul sito dell'attuale Shaw House, o nelle vicinanze. Sembra anche che i primi insediamenti fossero a nord e a sud del maniero, probabilmente lungo la Melksham Road, con un insediamento su Shaw Hill in un periodo abbastanza antico, sebbene "Shawhill" non venga menzionato per nome fino al 1669. Nel 1773 c'era una fila di abitazioni lungo la strada di Melksham, ma un insediamento molto più grande su Shaw Hill. Il significato di Shaw come bosco o boschetto sembrerebbe indicare le condizioni della zona quando fu colonizzata per la prima volta e potrebbe spiegare perché non ci fosse un vero insediamento sul sito. Di sicuro Shaw medievale era una piccola comunità incentrata sulla sua casa padronale e la cappella locale sembra aver avuto più a che fare con la baronia di Castle Combe che con le esigenze dei fedeli locali. L'insediamento rimase piccolo e rurale ma nel XVII secolo c'era un numero ragionevole di case. A metà del XVII secolo divenne una roccaforte della Society of Friends con i quaccheri che arrivavano da molte zone per incontrarsi qui. Essendo a circa 2 miglia dalla città di Melksham era improbabile che si prestasse troppa attenzione a tali incontri durante il periodo di persecuzione non conformista prima dell'Atto di tolleranza del 1688. Per gran parte del XVII secolo Shaw House and Farm fu di proprietà della famiglia Ashe di Freshford ma nel 1701 fu venduta a Thomas Smith, che ricostruì la villa. Per i successivi 50 anni Shaw House sembra essere stata un centro di vita sociale in questa parte del Wiltshire e questo è riflesso in un diario che Smith tenne dal 1715, coprendo la maggior parte del tempo fino alla sua morte nel 1723. Dopo il 1759 la proprietà appartenne alla famiglia Neale e all'inizio del XIX secolo la casa fu affittata come scuola privata. La popolazione aumentò durante il XIX secolo e vennero costruite una chiesa e una scuola. La maggior parte delle persone era impiegata nell'agricoltura o lavorava nella città in crescita di Melksham. A Shaw negli anni settanta del XIX secolo c'erano un ufficio postale, un droghiere, un birraio e due commercianti di carbone e il direttore dell'ufficio postale produceva anche scarpe. Per tutto il resto gli abitanti dovevano andare a Melksham o dal fornaio di Whitley.[5][4]
- Whitley con le frazioni di Outmarsh e Redstocks. Whitley fu probabilmente fondata nello stesso periodo di Shaw e l'origine del suo nome deriva dalla stessa fonte. Significa radura bianca o bosco. Sembrerebbe che ci fossero tre insediamenti, Upper, Middle e Lower, collegati tra loro dalla strada da Atworth a Lacock. Sebbene Whitley sia menzionata come un maniero nel 1546, è improbabile che lo fosse ed era probabilmente una tenuta. Whitley House risale al XVII secolo e potrebbe aver sostituito un edificio precedente. Sembra che ci sia stata una ricostruzione generale dalla fine del XVII secolo con la grande Whitley Farmhouse in pietra, la Slade's Farmhouse e la latteria annessa e la Pear Tree Inn. Altre fattorie come Westlands e Northey's furono costruite all'inizio del XVIII secolo. Da questo sembrerebbe che ci fossero diversi affittuari a Whitley che si costruirono delle fattorie sostanziali. La costruzione di cottage continuò per tutto il XVIII e il XIX secolo, ma fu solo nella seconda metà del XX secolo che ci fu un sostanziale riempimento di questa comunità sparsa. Oggi Upper e Middle Whitley sono unite, ma ci sono ancora poche case a Lower Whitley intorno a Westlands Farm. C'è un piccolo insediamento su Sandridge Hill che si affaccia su Sandridge Park. Questa casa fu costruita da Henry Lopes prima del 1862, in sostituzione di Sandridge Hill House che era allora di proprietà di Lord Audley.[5][4]
- Bowerhill. Bowerhill era una zona rurale fino all'inizio del 1940, quando iniziarono i lavori di costruzione di una nuova stazione della RAF. A luglio la RAF School of Instrument Training si trasferì qui da Cranwell e in seguito anche una filiale della RAF Armament School vi si trasferì. Negli anni successivi vennero tenuti altri corsi e nel 1942 la Armament School si trasferì e fu sostituita dalla RAF Electrical School di Hereford. Gran parte dell'addestramento specializzato venne svolto presso la RAF Melksham non solo con personale della RAF ma anche con membri polacchi, francesi liberi e americani delle Forze aeree alleate. Verso la fine della seconda guerra mondiale, un gran numero di meccanici del Royal Naval Air Service vennero formati qui e anche molti conducenti di mezzi di trasporto. Dalla fine della guerra, Melksham riprese il suo ruolo nei corsi di elettricità e strumentazione e continuò con questo e altri programmi di istruzione fino ai primi anni settanta. La stazione fu quindi dismessa e utilizzata per un misto di uso industriale, commerciale e residenziale.[5][4]

## Monumenti e luoghi d'interesse
Ci sono numerosi edifici storici e altri siti d'interesse nel territorio di Melksham Without, il più importante è la sua chiesa.
- Chiesa di Cristo (in inglese Christ Church). La chiesa anglicana risale al XIX secolo. Il luogo di culto appartiene alla diocesi di Salisbury e dal 13 febbraio 1985 è considerata un monumento classificato di secondo grado per il suo particolare interesse storico e architettonico.[6][7]
- Beanacre Old Manor. Monumento classificato di primo grado per il suo particolare interesse storico e architettonico.[8]
- Beanacre Manor with Dairy. Monumento classificato di secondo grado.[9]